# Le Problème des pourboires
Le Problème des pourboires est un épisode de la série télévisée d'animation Les Simpson. Il s'agit du dix-septième épisode de la trente-cinquième saison et du 767e de la série.

## Synopsis
Homer donne par erreur un pourboire de 10 000 dollars à une serveuse, faisant de sa générosité involontaire un phénomène viral en ligne et le rendant l'homme le plus populaire en ville. Malgré les avertissements de Marge sur le fait qu'ils ne peuvent pas se le permettre, Homer devient obsédé par le pourboire, ce qui le pousse à fuir quand il se rend compte qu'il ne peut plus s'arrêter.